# Гюмрюкчюоглу, Эргун
Эргун Гюмрюкчюоглу (тур. Ergun Gümrükçüoğlu) — турецкий шахматист, национальный мастер.
Двукратный чемпион Турции (1977 и 1980 гг.).
В составе национальной сборной Турции участник шахматной олимпиады 1980 г. и двух Балканиад.
Участвовал в шахматных соревнованиях до начала 1990-х гг.
Сведения о жизни шахматиста крайне скудны.

## Спортивные результаты
| Год  | Город    | Соревнование                               | + | − | = | Результат | Место |
| ---- | -------- | ------------------------------------------ | - | - | - | --------- | ----- |
| 1977 |          | Чемпионат Турции                           |   |   |   |           | 1     |
|      | Албена   | Балканиада (сборная Турции, ?-я доска)     | 1 | 3 | 0 | 1 из 4    |       |
| 1979 | Бихач    | Балканиада (сборная Турции, ?-я доска)     | 0 | 4 | 1 | ½ из 5    |       |
| 1980 |          | Чемпионат Турции                           |   |   |   |           | 1     |
|      | Валлетта | XXIV Олимпиада (сборная Турции, ?-я доска) |   |   |   |           |       |